# Liste des législatures japonaises
Cette page dresse une liste des législatures de la Chambre des représentants du Japon depuis l'avènement de l'empire du Japon.

## Liste
| Législature | Élection                           | Premier ministre                                                                          |
| ----------- | ---------------------------------- | ----------------------------------------------------------------------------------------- |
| 1re         | 1890 (élection, députés)           | Yamagata Aritomo                                                                          |
| 2e          | 1892 (élection, députés)           | Matsukata Masayoshi Itō Hirobumi                                                          |
| 3e          | mars 1894 (élection, députés)      | Itō Hirobumi                                                                              |
| 4e          | septembre 1894 (élection, députés) | Itō Hirobumi Matsukata Masayoshi                                                          |
| 5e          | mars 1898 (élection, députés)      | Itō Hirobumi                                                                              |
| 6e          | septembre 1898 (élection, députés) | Ōkuma Shigenobu Yamagata Aritomo Itō Hirobumi Katsura Tarō                                |
| 7e          | 1902 (élection, députés)           | Katsura Tarō                                                                              |
| 8e          | 1903 (élection, députés)           | Katsura Tarō                                                                              |
| 9e          | 1904 (élection, députés)           | Katsura Tarō Saionji Kinmochi                                                             |
| 10e         | 1908 (élection, députés)           | Katsura Tarō Saionji Kinmochi                                                             |
| 11e         | 1912 (élection, députés)           | Saionji Kinmochi Katsura Tarō Yamamoto Gonnohyōe Ōkuma Shigenobu                          |
| 12e         | 1915 (élection, députés)           | Ōkuma Shigenobu Terauchi Masatake                                                         |
| 13e         | 1917 (élection, députés)           | Terauchi Masatake Hara Takashi                                                            |
| 14e         | 1920 (élection, députés)           | Hara Takashi Takahashi Korekiyo Katō Tomosaburō Yamamoto Gonnohyōe Kiyoura Keigo          |
| 15e         | 1924 (élection, députés)           | Kiyoura Keigo Katō Takaaki Wakatsuki Reijirō Tanaka Giichi                                |
| 16e         | 1928 (élection, députés)           | Tanaka Giichi Osachi Hamaguchi                                                            |
| 17e         | 1930 (élection, députés)           | Osachi Hamaguchi Wakatsuki Reijirō Inukai Tsuyoshi                                        |
| 18e         | 1932 (élection, députés)           | Inukai Tsuyoshi Saitō Makoto Keisuke Okada                                                |
| 19e         | 1936 (élection, députés)           | Keisuke Okada Kōki Hirota Senjūrō Hayashi                                                 |
| 20e         | 1937 (élection, députés)           | Senjūrō Hayashi Fumimaro Konoe Hiranuma Kiichirō Nobuyuki Abe Mitsumasa Yonai Hideki Tōjō |
| 21e         | 1942 (élection, députés)           | Hideki Tōjō Kuniaki Koiso Kantarō Suzuki Naruhiko Higashikuni Kijūrō Shidehara            |
| 22e         | 1946 (élection, députés)           | Kijūrō Shidehara Shigeru Yoshida                                                          |
| 23e         | 1947 (élection, députés)           | Shigeru Yoshida Tetsu Katayama                                                            |
| 24e         | 1949 (élection, députés)           | Tetsu Katayama Hitoshi Ashida Shigeru Yoshida                                             |
| 25e         | 1952 (élection, députés)           | Shigeru Yoshida                                                                           |
| 26e         | 1953 (élection, députés)           | Shigeru Yoshida                                                                           |
| 27e         | 1955 (élection, députés)           | Shigeru Yoshida Ichirō Hatoyama Tanzan Ishibashi Nobusuke Kishi                           |
| 28e         | 1958 (élection, députés)           | Nobusuke Kishi Hayato Ikeda                                                               |
| 29e         | 1960 (élection, députés)           | Hayato Ikeda                                                                              |
| 30e         | 1963 (élection, députés)           | Hayato Ikeda Eisaku Satō                                                                  |
| 31e         | 1967 (élection, députés)           | Eisaku Satō                                                                               |
| 32e         | 1969 (élection, députés)           | Eisaku Satō Kakuei Tanaka                                                                 |
| 33e         | 1972 (élection, députés)           | Kakuei Tanaka Takeo Miki                                                                  |
| 34e         | 1976 (élection, députés)           | Takeo Miki Takeo Fukuda Masayoshi Ōhira                                                   |
| 35e         | 1979 (élection, députés)           | Masayoshi Ōhira                                                                           |
| 36e         | 1980 (élection, députés)           | Zenkō Suzuki Yasuhiro Nakasone                                                            |
| 37e         | 1983 (élection, députés)           | Yasuhiro Nakasone                                                                         |
| 38e         | 1986 (élection, députés)           | Yasuhiro Nakasone Noboru Takeshita Sōsuke Uno Toshiki Kaifu                               |
| 39e         | 1990 (élection, députés)           | Toshiki Kaifu Kiichi Miyazawa                                                             |
| 40e         | 1993 (élection, députés)           | Kiichi Miyazawa Morihiro Hosokawa Tsutomu Hata Tomiichi Murayama Ryūtarō Hashimoto        |
| 41e         | 1996 (élection, députés)           | Ryūtarō Hashimoto Keizō Obuchi Yoshirō Mori                                               |
| 42e         | 2000 (élection, députés)           | Yoshirō Mori Jun'ichirō Koizumi                                                           |
| 43e         | 2003 (élection, députés)           | Jun'ichirō Koizumi                                                                        |
| 44e         | 2005 (élection, députés)           | Jun'ichirō Koizumi Shinzō Abe Yasuo Fukuda Tarō Asō                                       |
| 45e         | 2009 (élection, députés)           | Tarō Asō Yukio Hatoyama Naoto Kan Yoshihiko Noda                                          |
| 46e         | 2012 (élection, députés)           | Yoshihiko Noda Shinzō Abe                                                                 |
| 47e         | 2014 (élection, députés)           | Shinzō Abe                                                                                |
| 48e         | 2017 (élection, députés)           | Shinzō Abe                                                                                |